# Sächsischer Datenschutzbeauftragter
Die Sächsische Datenschutz- und Transparenzbeauftragte ist eine unabhängige oberste Staatsbehörde des Freistaates Sachsen mit Dienstsitz in Dresden. Sie überwacht als Datenschutz-Aufsichtsbehörde nach der Datenschutz-Grundverordnung bei den meisten öffentlichen und nicht-öffentlichen Stellen in Sachsen die Anwendung der Vorschriften über den Datenschutz. Sie ist des Weiteren auch Datenschutz-Aufsichtsbehörde im Polizei- und Justizvollzugsbereich. Seit dem 1. Januar 2023 übt sie zusätzlich die Aufgabe der Transparenzbeauftragten nach dem Sächsischen Transparenzgesetz aus. Derzeitige Amtsinhaberin ist seit Januar 2022 die Juristin Juliane Hundert.
Als Sächsische Datenschutz- und Transparenzbeauftragte (SDTB) wird zugleich die Behörde der Amtsinhaberin bezeichnet.

## Geschichte
Nach der Wiederbegründung des Freistaates Sachsen am 3. Oktober 1990 übte zunächst der Bundesbeauftragte für den Datenschutz als Organ des Freistaates Sachsen die Kontrolle über die Verarbeitung personenbezogener Daten durch sächsische öffentliche Stellen „bis zur Schaffung einer Datenschutzkontrolle, längstens jedoch bis zum 31. Dezember 1991“ (Einigungsvertrag, Anlage I Kapitel II Sachgebiet C Abschnitt III Nr. 3), aus. Im April 1991 wurde der Koblenzer Rechtsanwalt Thomas Giesen an die Spitze des „Aufbaustabes des Landesbeauftragten für den Datenschutz des Freistaates Sachsen“ in der Sächsischen Staatskanzlei berufen. Nachdem der Sächsische Landtag am 21. November 1991 das „Gesetz zum Schutz der informationellen Selbstbestimmung (Sächsisches Datenschutzgesetz)“ beschlossen hatte und Giesen auf dieser Grundlage am 20. Dezember 1991 zum Sächsischen Datenschutzbeauftragten gewählt worden war, trat er am 1. Januar 1992 sein Amt mit vier Mitarbeitern an. Gemäß Art. 57 der Verfassung des Freistaates Sachsen und dem Sächsischen Datenschutzgesetz wurde er „beim Landtag“ berufen, was sich auch darin ausdrückte, dass seine Behörde organisatorisch an die Verwaltung des Landtages angelehnt wurde. Giesen wurde 1997 wiedergewählt.
Am 18. Dezember 2003 wählte der Sächsische Landtag Andreas Schurig zum Sächsischen Datenschutzbeauftragten. Er trat sein Amt zum 1. Januar 2004 an. 2009 und zuletzt am 19. November 2015 wurde er mit jeweils großer Mehrheit wiedergewählt.
Bundesweit sorgte der Sächsische Datenschutzbeauftragte u. a. für Aufsehen, als er 2006 das Sächsische Staatsministerium des Innern im Rahmen seiner „Sachsensumpf“-Ermittlungen wegen der gesetzeswidrigen Beobachtung von Organisierter Kriminalität, die keinen Bezug zu den herkömmlichen Aufgaben des Verfassungsschutzes aufwies, und 2011 das Sächsische Staatsministerium des Innern und das Sächsische Staatsministerium der Justiz wegen der unverhältnismäßigen Verarbeitung von über einer Million Verkehrsdatensätzen und über 40.000 Bestandsdatensätzen (Name, Vorname, Adresse und Geburtsdatum eines Mobilfunk-Anschlussinhabers) aus Funkzellenabfragen („Handygate“) beanstandete.
Am 25. Mai 2018 endete mit der Anwendbarkeit der Datenschutz-Grundverordnung und dem Inkrafttreten des Sächsischen Datenschutzdurchführungsgesetzes auch die organisatorische Anbindung des Sächsischen Datenschutzbeauftragten an den Sächsischen Landtag. In der Folge baute der Sächsische Datenschutzbeauftragte eine selbständige oberste Staatsbehörde auf.
Im Jahr 2020 hatte Schurig den einjährigen Vorsitz in der Konferenz der unabhängigen Datenschutzbehörden des Bundes und der Länder inne.
Am 21. Dezember 2021 wählte der Sächsische Landtag Juliane Hundert zur Sächsischen Datenschutzbeauftragten. Sie trat ihr Amt zum 1. Januar 2022 an.
Mit Gesetz vom 19. August 2022 schuf der Sächsische Landtag das Sächsische Transparenzgesetz, das am 1. Januar 2023 in Kraft trat. Seither nimmt die Amtsinhaberin zusätzlich auch die Aufgaben der Transparenzbeauftragten wahr. In der Folge wurde die Bezeichnung der Behörde in „Sächsische Datenschutz- und Transparenzbeauftragte“ geändert.

## Rechtsstellung, Aufgaben und Befugnisse
Rechtsstellung, Aufgaben und Befugnisse der Sächsischen Datenschutz- und Transparenzbeauftragten ergeben sich im Anwendungsbereich der Datenschutz-Grundverordnung aus deren unmittelbar geltendem Kapitel VI und ergänzend aus dem Sächsischen Datenschutzdurchführungsgesetz und dem Bundesdatenschutzgesetz. Danach wird die Sächsische Datenschutzbeauftragte vom Sächsischen Landtag mit der Mehrheit seiner Mitglieder gewählt und steht in einem öffentlich-rechtlichen Amtsverhältnis, nicht in einem Beamtenverhältnis, zum Freistaat Sachsen. Nach Art. 52 der Datenschutz-Grundverordnung handelt sie bei der Erfüllung ihrer Aufgaben und bei der Ausübung ihrer Befugnisse völlig unabhängig. Nach Art. 57 der Datenschutz-Grundverordnung hat sie u. a. die Anwendung der Datenschutz-Grundverordnung zu überwachen und durchzusetzen, den Sächsischen Landtag und die Sächsische Staatsregierung über Maßnahmen zum Schutz der Rechte und Freiheiten natürlicher Personen in Bezug auf die Verarbeitung von personenbezogenen Daten zu beraten und sich mit Beschwerden einer betroffenen Person zu befassen. Dazu verfügt sie nach Art. 58 der Datenschutz-Grundverordnung über Untersuchungs-, Abhilfe- sowie Genehmigungs- und beratende Befugnisse, etwa die Befugnis, von dem Verantwortlichen (Art. 4 Nr. 7 der Datenschutz-Grundverordnung) Zugang zu allen personenbezogenen Daten und Informationen, die zur Erfüllung ihrer Aufgaben notwendig sind, zu erhalten. Des Weiteren darf sie u. a. Geldbußen nach Art. 83 der Datenschutz-Grundverordnung und § 22 des Sächsischen Datenschutzdurchführungsgesetzes wegen Verstößen gegen Rechtsvorschriften über den Schutz personenbezogener Daten verhängen. Nach Art. 59 der Datenschutz-Grundverordnung hat sie außerdem einen Jahresbericht über ihre Tätigkeit zu erstellen.
Im Hinblick auf Polizei, Justiz- und u. a. Maßregelvollzug sowie das Landesamt für Verfassungsschutz Sachsen ergeben sich die Aufgaben und die Befugnisse der Sächsischen Datenschutz- und Transparenzbeauftragten aus Landesgesetzen wie dem Sächsischen Datenschutz-Umsetzungsgesetz, dem Sächsischen Justizvollzugsdatenschutzgesetz, dem Sächsischen Psychisch-Kranken-Gesetz oder dem Sächsischen Verfassungsschutzgesetz.
Im Hinblick auf den Sächsischen Landtag, seine Gremien, seine Mitglieder und deren Beschäftigte, die Fraktionen und deren Beschäftigte sowie die Landtagsverwaltung ist die Sächsische Datenschutz- und Transparenzbeauftragte nach der Datenschutzordnung des Landtages nicht zur Aufsicht befugt, soweit diese Stellen die Daten in Wahrnehmung parlamentarischer Aufgaben verarbeiten.
Als Transparenzbeauftragte kontrolliert die Sächsische Datenschutz- und Transparenzbeauftragte bei den transparenzpflichtigen Stellen die Einhaltung des Sächsischen Transparenzgesetzes, berät die transparenzpflichtigen Stellen zur Transparenzpflicht und gibt ihnen Empfehlungen zur Verwirklichung des Transparenzgebots. Wer seinen Transparenzanspruch als verletzt ansieht, kann sich an sie wenden.

## Behörde
Die Behörde der Sächsischen Datenschutz- und Transparenzbeauftragten ist derzeit (Stand: 23. Juni 2023) in ein Referat „Justiziariat/Verwaltung“, vier Datenschutz-Fachreferate sowie ein Sachgebiet „Sächsisches Transparenzgesetz“ mit insgesamt 41 Vollzeitstellen gegliedert. In den Fachreferaten konzentriert sich die Aufgabe der Datenschutzaufsicht über die ca. 180.000 Unternehmen, ca. 29.000 Vereine, ca. 2,2 Millionen Privathaushalte sowie zahlreichen öffentlichen Stellen in Sachsen.
- Referat Justiziariat/Verwaltung – Grundsatzfragen, Haushalt und Finanzen, Personal, Vertretung vor Gericht
- Referat 1 – Informationstechnik, Medien, Akkreditierung und Zertifizierung
- Referat 2 – Nicht-öffentlicher Bereich, Öffentliches Dienstrecht, Beschäftigtendatenverarbeitung
- Referat 3 – Kommunales, Gesundheitswesen, E-Government, Soziales, Statistik, Wissenschaft
- Referat 4 – Justiz, Polizei, Verfassungsschutz
- Sachgebiet Sächsisches Transparenzgesetz

Die Behörde hat ihren Sitz gegenüber dem Sächsischen Landtag in der Devrientstraße 5 in Dresden.

## Amtsinhaber
- 1. Januar 1992–31. Dezember 2003: Thomas Giesen
- 1. Januar 2004–31. Dezember 2021: Andreas Schurig
- seit 1. Januar 2022: Juliane Hundert

## Belege
1. ↑  1. Tätigkeitsbericht zum 31.3.1993, Punkt 1.2, S. 21, Aufbau einer Dienststelle, Entstehung und Besonderheiten des Sächsischen Datenschutzgesetzes. In: Sächsischer Datenschutzbeauftragter. Abgerufen am 17. September 2019.
2. ↑  Parlament bestätigt Andreas Schurig im Amt des Sächsischen Datenschutzbeauftragten. In: Sächsischer Landtag. 19. November 2015. Abgerufen am 26. September 2019.
3. ↑  Jens Schneider: Haltlose Gerüchte - üble Anschuldigungen. In: Süddeutsche Zeitung. 17. Mai 2010. Abgerufen am 23. September 2019.
4. ↑  Medieninformation des Sächsischen Datenschutzbeauftragten vom 9. September 2011. In: Sächsischer Datenschutzbeauftragter. 9. September 2011. Abgerufen am 30. September 2019.
5. ↑  Sächsische Polizei nutzt weiter Mobilfunkdaten. In: heise.de, 5. Dezember 2011. Abgerufen am 23. September 2019.
6. ↑  Sächsisches Datenschutzdurchführungsgesetz. (revosax.sachsen.de; Abgerufen am 17. September 2019.)
7. ↑   Landtag wählt Dr. Juliane Hundert zur neuen Sächsischen Datenschutzbeauftragten. In: Sächsischer Landtag, 21. Dezember 2021. Abgerufen am 21. Dezember 2021.
8. ↑   Amtsantritt. In: Sächsische Datenschutzbeauftragte, 3. Januar 2022. Abgerufen am 10. Januar 2022.
9. ↑   . In: Revosax. Abgerufen am 25. Juni 2023.
10. ↑   . In: Revosax. Abgerufen am 23. Juni 2023.
11. ↑  Bundesdatenschutzgesetz. (gesetze-im-internet.de; Abgerufen am 17. September 2019.)
12. ↑   . In: REVOSax. Abgerufen am 2. März 2020.
13. ↑   . In: REVOSax. Abgerufen am 2. März 2020.
14. ↑   Organigramm. In: Sächsische Datenschutz- und Transparenzbeauftragte. Abgerufen am 23. Juni 2023.
15. ↑  Unternehmensregister. In: Sachsen.de Statistik. Abgerufen am 30. September 2019.
16. ↑  Vereine und Steuern. In: Sachsen.de Staatsministerium der Finanzen. Stand 30. Juni 2018. Abgerufen am 30. September 2019.
17. ↑  h Familien, Haushalte. In: Sachsen.de Familien, Haushalte. Abgerufen am 30. September 2019.